# Турмалиновый (приток Мальмальты)
Турмалиновый (устар. Турмолиновый) — река в России, протекает по Верхнебуреинскому району Хабаровского края. Длина реки — 12 км.
Начинается в елово-лиственничной тайге на высоте около 1150 м над уровнем моря. Течёт по лесистой местности в общем северо-западном направлении. Впадает в реку Мальмальта слева в 9 км от её устья.

## Данные водного реестра
По данным государственного водного реестра России относится к Амурскому бассейновому округу, водохозяйственный участок реки — Бурея от истока до Бурейского гидроузла, речной подбассейн реки — Бурея. Речной бассейн реки — Амур.
Код объекта в государственном водном реестре — 20030500112118100042306.